# Šaban Bajramović
Šaban Bajramović, szerbül: Шабан Бајрамовић (Niš, 1936. április 16. – Niš, 2008. június 8.) szerbiai cigány énekes, dalszerző.

## Életútja
1936. április 16-án a niši cigány negyedben született. 19 éves korában szerelmi okok miatt nem vonult be a sorkatonai szolgálatra a Jugoszláv Néphadseregbe, ezért hároméves börtönbüntetést kapott, amit a Goli otokon található börtönben töltött le. Itt sikeres börtönzenekart alapított. 1964-ben rögzítette első dalait, amelyet aztán több mint húsz album követett. A zene mellett gyakran szerepelt filmekben is, például Goran Paskaljević 1987-es Az őrangyal (Анђео чувар) és Stole Popov 1997-es Cigányvarázs (Циганска магија) című filmjeiben. Közreműködött az 1998-as Macska-jaj (Црна мачка бели мачор) című Emir Kusturica-filmben is, ahol a Bubamara (Katicabogár) című dalt adta elő.
2008. június 8-án a niši kardiológiai központban hunyt el.

## Emlékezete
2009-ben szülővárosában utcát neveztek el róla. 2010. augusztus 12-én Nišben, a Nišava folyó partján avatták fel a szobrát, amelyet Ivan Blagojević, a Nišville Jazz Fesztivál igazgatójának kezdeményezésére állítottak. Az alkotás Vlado Ašanin szobrászművész munkája. A szobor elkészítéshez közösségi gyűjtést szerveztek, amelyben részt vett Goran Bregović zenész, Ljubiša Samardžić színész és rendező, valamint Miloš Simonović Niš polgármestere is.

## Diszkográfia
Nagylemezek
- Шабан Бајрамовић – Дискос (1979)
- Ашуненма Ромален / Слисајте ме лјуди (1980)
- Опа,Цупа – Југотон (1981)
- Ту Роминије / Ти жено (1981)
- Ме Сијум Чавеја Тари Југославија / Ја сам момче из Југославије (1982)
- Нишка Бања (1983)
- Камерав / Умирем (1983)
- Судбина си мурни / Судбина је моја (1984)
- Моро Ило / Моје Срце - Војводина Концерт Издавачка Делатност Нови Сад (1985)
- Пијаница - Војводина Концерт Издавачка Делатност Нови Сад (1986)
- Шабан Бајрамовић и Беба Ибишевић (1987)
- Лутка,Лутка (1988)
- Даје / Мајко (1990)
- Акава ли живото / Ово ли је живот (1992)
- Звезда, Звезда (1993)
- Каламанге Авера / Узечу си другу (1995)
- Веруј Ми (1996)
- Кало Чабо / Црн Дечко (1997)
- Касандра (1997)
- Е Папосо Унуко – Дедин Унук (1998)
- Кажи Сине (1999)
- Мостар Севдах Реунион Пресентс Шабан Бајрамовић – A Gipsy Legend (2001)
- Романо Рај / Цигански Рај (2006)
- Шабан Привате (2008)

## Filmjei
- Недељни ручак (1982) – énekes
- Az őrangyal (Анђео чувар) (1987) – Sain apja
- Cigányvarázs (Циганска магија) (1997) – Omer
- Macska-jaj (Црна мачка бели мачор) (1998, a Bubamara című dalt énekli)